# Béla Katzirz
Dans le nom hongrois Katzirz Béla, le nom de famille précède le prénom, mais cet article utilise l’ordre habituel en français Béla Katzirz, où le prénom précède le nom.
Béla Katzirz, né le 27 avril 1953 à Budapest en Hongrie, est un footballeur international hongrois, qui évoluait au poste de gardien de but.
Son fils, Dávid, est un joueur de handball.

## Biographie

### Carrière en club
Au cours de sa carrière en club, Béla Katzirz joue plus de 200 matchs en première division. 
Il dispute 30 matchs en première division portugaise avec le Sporting Portugal.
Il joue également quatre matchs en Coupe de l'UEFA.

### Carrière en équipe nationale
Il joue 22 matchs en équipe de Hongrie entre 1978 et 1983.
Il dispute avec la Hongrie trois matchs rentrant dans le cadre des éliminatoires du mondial 1982.
Il figure dans le groupe des sélectionnés lors de la Coupe du monde de 1982. Lors du mondial organisé en Espagne, il ne joue aucun match.

## Palmarès
| Pécsi Mecsek \| - Championnat de Hongrie : - Vice-champion : 1985-86. - Championnat de Hongrie D2 (1) : - Champion : 1976-77. \| \| - Coupe de Hongrie : - Finaliste : 1977-78. \| |  | Sporting - Championnat du Portugal : - Vice-champion : 1984-85. |
| - Championnat de Hongrie : - Vice-champion : 1985-86. - Championnat de Hongrie D2 (1) : - Champion : 1976-77.                                                                      |  | - Coupe de Hongrie : - Finaliste : 1977-78.                     |